# Папава, Дмитрий
Дмитрий Папава (груз. დიმიტრი პაპავა; 16 мая 1968, Гагра, Абхазская АССР) — советский и грузинский футболист, защитник.

## Биография
Начал выступать на взрослом уровне в 1985 году в составе сухумского «Динамо» во второй лиге.
В 1986 году перешёл в кутаисское «Торпедо», игравшее тогда в высшей лиге. Дебютный матч за клуб сыграл 14 июня 1986 года в Кубке СССР против кировабадского «Динамо», а в чемпионате страны дебютировал 5 октября 1986 года в игре против минского «Динамо». Всего за сезон сыграл 6 матчей в высшей лиге, одну игру в Кубке страны и три — в Кубке Федерации. Затем в течение трёх сезонов выступал за кутаисский клуб в первой и второй лигах первенства СССР, провёл более 100 матчей.
После выхода грузинских команд из чемпионата СССР в 1990 году сыграл три матча в чемпионате Грузии за «Торпедо», переименованное в «Кутаиси». В том же сезоне вернулся в Сухуми и стал играть за «Цхуми», за три сезона в этом клубе сыграл 87 матчей, становился серебряным призёром чемпионата страны (1991/92) и двукратным финалистом Кубка Грузии (1990 и 1991/92). В сезоне 1993/94 играл за «Гурию», провёл 18 матчей. Всего в высшем дивизионе Грузии сыграл 108 матчей и забил один гол.
С 1994 года до конца карьеры выступал в Германии за клубы низших дивизионов, позднее работал там же тренером.